# ایگنچلیار
ایگنچلیار (انگلیسی: Igenchelyar) یک شهرک در شهرستان کیگینسکی استان باشقیرستان کشور روسیه است.